# 法定
法定
- 法定（ほうじょう） - 飛鳥時代に渡来した高句麗の僧侶。→法定 (僧侶)
- 法定（ほうてい） - 法律またはそれに基づく規則などに規定されている事項。
  - 法定利息
  - 法定伝染病
  - 罪刑法定主義　など
- 法定（ほうじょう） - 直心影流剣術における形のひとつ。以下で詳説。

法定（ほうじょう）は、直心影流剣術において最初に学ぶ形であり最も重視された形。この形の稽古を行う各地の法定会には、流派に入門せずに稽古できる会もあることから、古流剣術の形としては比較的、現代剣道界に普及している。

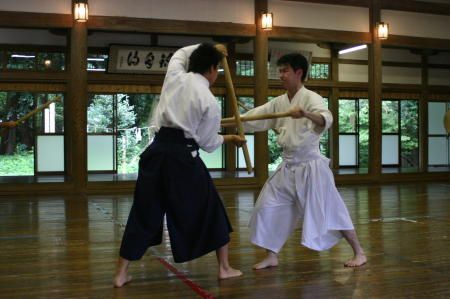
法定の型の演武

## 普及の歴史
直心影流剣術（男谷派）第15代の山田次朗吉は、旧制第一高等学校、東京商科大学等で法定を指導した。山田から指導を受けた加藤完治や大西英隆、大森曹玄らも山田亡き後、法定を指導した。
加藤完治は法定と竹刀剣道を伝えた（直心影流剣術を全てを学んだのではないが、他の門人よりも長く山田から学んでいる。山田死去のとき、加藤は40代、他は20代前半であった。）。加藤完治は法定を日本農業実践学園で指導し、当時学生だった酒井章平が受け継いだ。その後、剣道範士九段・小川忠太郎が剣道界に紹介し、また自らも酒井から学んだため、剣道界に知られるようになった。酒井章平は日本農業実践学園内で行う日本武道修練会で法定を指導していた。現在、日本武道修練会の系列で法定を行っているのは市川市の宏道会、龍ケ崎市の尊星閣道場・椎名市衛、広島市の保仁館中西道場などである。
大西英隆は50代になって百錬会を設立し、山田から伝えられた直心影流剣術を指導した。その内容は法定のみではなく韜、小太刀、刃挽、丸橋などの形を伝えていた。一橋大学、高崎経済大学、早稲田大学等で法定の指導を行った。一橋大学の卒業生を中心に、法定を稽古する会がある。
大森曹玄は、僧侶になる前は剣術道場を開いていたが出家後は僧侶としての活動の傍ら、法定の指導を行った。

## 関連文献
- 『図説 剣技・剣術』牧秀彦 新紀元社、2002年第7版 p.56